# راک (فیلم)
شکنجه (انگلیسی: The Rack) فیلمی در ژانر جنگی به کارگردانی آرنولد لاون است که در سال ۱۹۵۶ منتشر شد.

## بازیگران
- پل نیومن
- وندل کوری
- والتر پیجن
- ادموند اوبرایان
- ان فرانسیس
- لی ماروین
- کلوریس لیچمن
- جیمز بست
- جیمز اندرسن
- رابرت اف سیمون
- آدام ویلیامز